# Virus del mosaico giallo della rapa
Il virus del mosaico giallo della rapa, conosciuto anche come TYMV (da Turnip yellow mosaic virus), è un virus appartenente al genere Tymovirus della famiglia Tymoviridae.

## Descrizione
Il TYMV colpisce piante appartenenti alla famiglia delle Magnoliopsida, provocandone la mosaicatura e l'ingiallimento delle foglie.
Il virus può essere trasmesso in due modi:
- Tramite i coleotteri curculionidi e crisomelidi.
- Tramite i semi delle piante colpite (limitatamente a Alliama petiolata, Arabidopsis thaliana, Brassica rapa, Carmelina sativa)[1].

## Diffusione
Il TYMV è stato ritrovato per la prima volta in Gran Bretagna nel 1949; successivamente anche in Danimarca, Portogallo, Canada, Australia, Nuova Zelanda.
In Giappone, la prima segnalazione del virus risale al 2008, per la prima volta su piante di cavolo cinese ottenute da semi di importazione.
In Italia, il TYMV è stato individuato per la prima volta nel 1978 su alcune piante di broccoletto di rapa, poi nel 2006 in una coltura sperimentale di senape; infine a febbraio 2011, quando in alcuni cavoli cinesi raccolti a San Lorenzo in Campo (PU) sono stati rilevati dei chiari sintomi del virus del mosaico giallo. A marzo 2011, lo stesso virus è stato ritrovato anche a Gambettola (FC), sempre in un campo di cavoli cinesi. In entrambi i casi, si trattava di coltivazioni destinate alla produzione di semi per l'esportazione in Giappone.

## Lotta
Non esistono normative fitosanitarie nazionali o comunitarie che impongano delle regole agli agricoltori che ritrovano il TYMV nelle proprie coltivazioni. Tuttavia, in tutti i casi in cui questo virus è stato ritrovato in Italia, le autorità fitosanitarie regionali hanno disposto l'immediata distruzione delle piante infette.